# Ернст Отто Фішер
Е́рнст О́тто Фі́шер (нім. Ernst Otto Fischer; 10 листопада 1918, Сольн, поблизу Мюнхена — 23 липня 2007, Мюнхен) — німецький хімік, лауреат Нобелівської премії з хімії за 1973 рік (спільно з Джефрі Вілкінсоном).

## Біографія
Закінчив Мюнхенську вищу технічну школу (нині Технічний університет) в 1949. З 1959 року обіймав посаду професора цього закладу, з 1969 року директор Інституту неорганічної хімії в Мюнхені.

## Роботи
Фішер визначив структуру фероцену, синтезував дибензенхром із бензену і хлориду хрому у присутності хлориду алюмінію (1955), розробив загальний метод синтезу аренових (містять ароматичне ядро) похідних перехідних металів, вперше отримав аренкарбонільні, аренциклопентадієнільні та інші змішані π-комплекси перехідних металів. Показав, що ці сполуки при нагріванні розкладаються з утворенням «металевого дзеркала», що може бути використано для отримання надчистих металів. Фішер вперше синтезував низку металоорганічних сполук технецію і трансуранових елементів, отримав стійкі карбенові комплекси перехідних металів (1964), а пізніше і їх карбінові комплекси (1973).